# Sella&Mosca

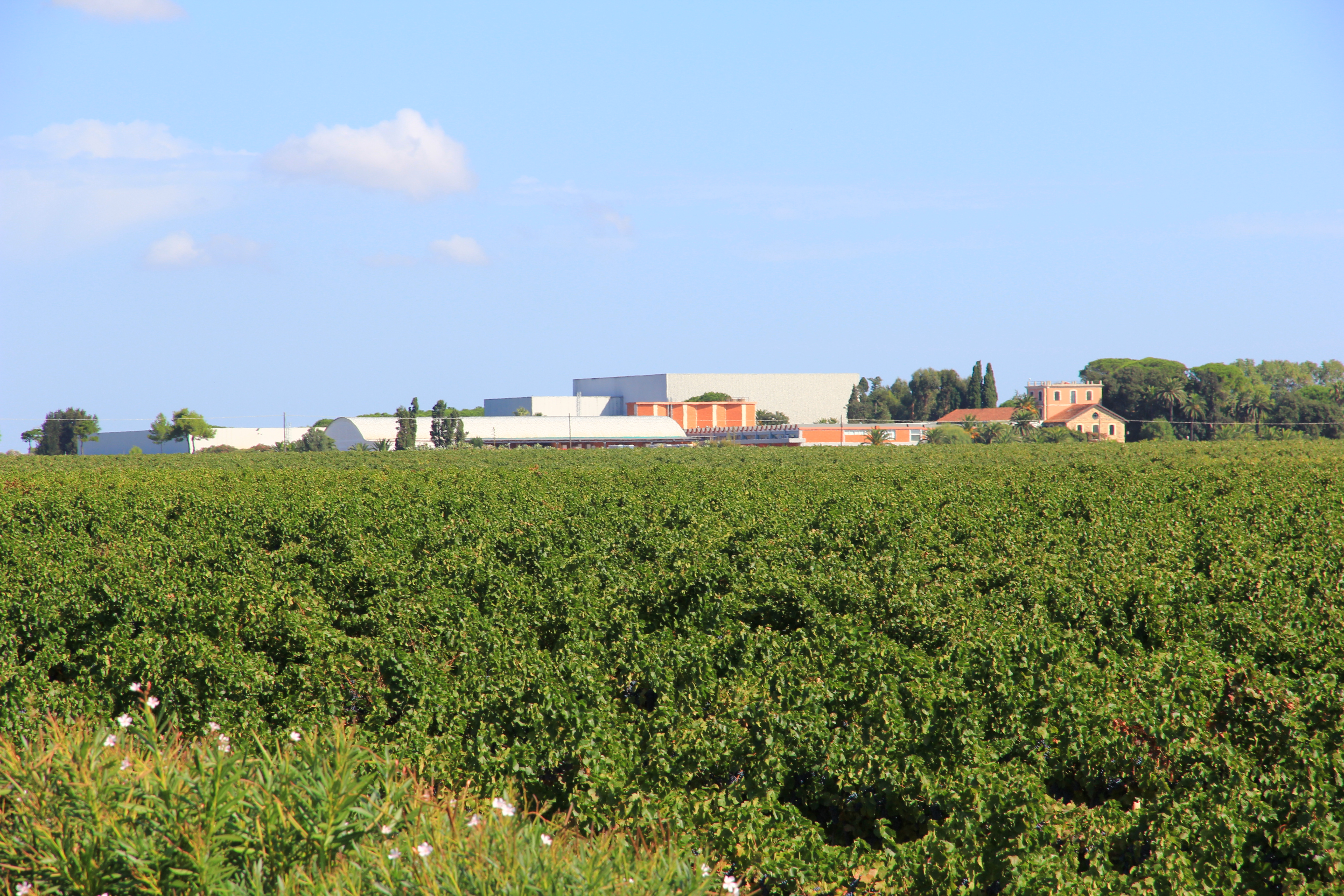
Le tenute di Sella&Mosca

La Sella&Mosca, abbreviato S&M, è un'azienda vinicola italiana con sede ad Alghero. Dopo essere stata nel 2002 della Campari, dal 2016 fa parte del gruppo Terra Moretti.

## Storia
Venne fondata nel 1899 dall'ingegnere Erminio Sella, nipote di Quintino Sella, e dall'avvocato Edgardo Mosca con la bonifica della località I Piani per la rimozione dei massi di arenaria, trachite e calcare. Conta oggi 550 ettari di vigneto, visibili lungo la strada provinciale 42 dei Due Mari, producendo un'ampia gamma di vini, come Alghero Torbato, quelli previsti nel disciplinare Vermentino di Sardegna, Carignano del Sulcis, Cannonau, Alghero DOC da uve cabernet-sauvignon, sauvignon, cannonau, carignano, merlot, monica. Il complesso ospita numerose strutture aperte al pubblico, come le cantine storiche, costruite nel 1903, l'enoteca e il museo, diviso nella sezione aziendale e in quella archeologica legata alla necropoli di Anghelu Ruju, scoperta negli stessi anni nell'area della neonata azienda, e da cui prende nome uno dei vini prodotti. La tenuta si trova a breve distanza anche da Olmedo, dall'aeroporto di Fertilia e dalla borgata di Santa Maria La Palma.
Il marchio della Sella&Mosca è una riproduzione stilizzata di un bassorilievo dell'antico regno egiziano presente nella mastaba di Mereruka, visir del Faraone Teti, presso Saqqara, che rappresenta cinque uomini intenti alla spremitura dell'uva con due lunghi bastoni, perché il succo attraversi il tessuto cadendo nella giara sottostante. Prima di diventare parte del gruppo Campari nel 2002, l'azienda acquisì il mirto Zedda Piras nel 1994. Grazie alla storia ultracentenaria della cantina, alla grande capacità produttiva e agli innumerevoli riconoscimenti nazionali e internazionali ottenuti, la Sella&Mosca viene generalmente considerata la più importante e prestigiosa azienda vitivinicola della Sardegna. Nel 2016 Sella&Mosca è stata ceduta per 62 milioni di euro a Terra Moretti, anche se in partnership con Simest e il fondo Nuo Capital Investment che fa capo alla famiglia Cheng Pao di Hong Kong.